# Картильяно
Картильяно (итал. Cartigliano) — коммуна в Италии, располагается в провинции Виченца области Венеция.
Население составляет 3537 человек, плотность населения составляет 505 чел./км². Занимает площадь 7 км². Почтовый индекс — 36050. Телефонный код — 0424.
Покровителями коммуны считаются святые Освальд, Симон Кананит и Иуда. Праздник ежегодно празднуется 5 августа.